# 新安全閉じ込め構造物

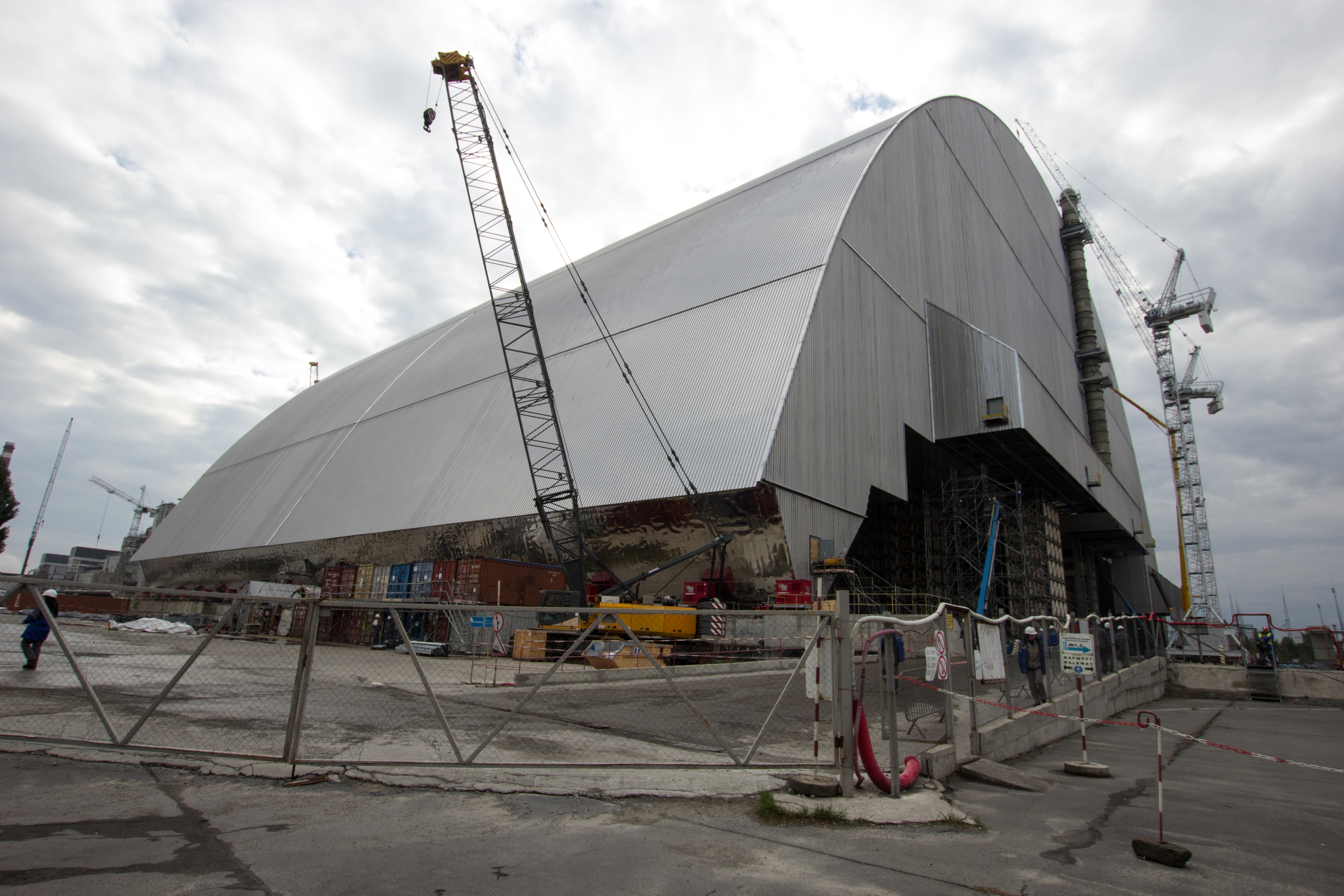
完成間近となった新安全閉じ込め構造物（2016年10月）

新安全閉じ込め構造物（NSC：New Safe Confinement または新シェルターとも呼ばれる）は1986年に発生したチェルノブイリ原子力発電所事故で損傷した原子炉を封じ込めるための構造物である。第一目標は原子炉建屋からの放射性物質の漏洩を防ぐこと、第二目標は将来的に旧閉じ込め構造物（石棺）の部分解体を可能にすることである。
チェルノブイリシェルター基金が資金拠出するシェルター構築計画（SIP：Shelter Implementation Plan）において、NSCは事故後に除染作業員たちによって突貫工事で建設された石棺に代わって4号機に残された放射性物質を向こう100年に渡って封じ込めるように設計されている。
NSCの第一目標は固体放射性廃棄物を外部環境から隔離することであるため、「閉じ込め（"confinement"）」という言葉が使われている。これは、「封じ込め（"containment"）」という言葉が原子炉格納容器（reactor containment building）など放射性気体を隔離する意味で用いられており、これと明確に区別するためである。
NSCの設計および建設はフランスの建設会社であるヴァンシとブイグが折半出資して設立したコンソーシアム、ノヴァルカが請け負い、2017年に完工予定である。建設資金はチェルノブイリ廃炉基金の幹事を務める欧州復興開発銀行（EBRD）が集めたが、完工までには1億ユーロ不足するという指摘もあった。
新安全閉じ込め構造物は、旧閉じ込め構造物および損壊した原子炉の残骸を安全かつ環境に影響を与えないよう隔離すべく設計されている。シェルター構築計画には2017年末の完工までに総額21億5千万ユーロ（30億9千万ドル）が必要とみられており、NSCだけで15億ユーロ（21億5千万ドル）に上る。

## 石棺
従来の安全閉じ込め構造物は公式には「オブジェクト・シェルター（"Object Shelter"）」という名称であるが、一般には「石棺（"the sarcophagus"）と呼ばれている。これは1986年5月から11月にかけて、チェルノブイリ原子力発電所（ChNPP）4号機に残された放射性物質を封じ込めるために緊急に設置されたものである。建設は極めて高線量の環境において極めて厳しい時間制約のもと進められた。石棺によって放射能汚染の封じ込めに概ね成功し、損壊した原子炉のモニタリングが行えるようになった。
石棺は一部損壊した4号機原子炉建屋を支えにして建てられているが、原子炉建屋自体が事故時の爆発により構造的に不健全な状態になっていることが懸念されていた。石棺の屋根は主に3つの構造部材で支えられている。東西に走る2本の梁（B-1およびB-2と呼ばれる）が天井パネルと桟木を支持しており、さらに東西方向の最長部に架けられた「マンモス・ビーム」と呼ばれる強度の高い梁が天井パネルと桟木の支持を補助している。石棺の屋根は南北方向に水平に並べた直径1mの鋼管と、そこにアングルを介して取り付けられた鋼板で作られている。
石棺の南側の壁面は屋根から延びる鋼板で、垂直から約15度の傾斜がつけられている。東側は原子炉建屋そのもので、北側は原子炉建屋とコンクリートセグメントが組み合わされている。西側は補強のため控え壁を設けたコンクリート壁になっている。西側の壁は構造が複雑なため放射線量の高い現地では組み立てられず、別の場所で組み立てたものを遠隔操作のタワー型クレーンで取り付ける方式で建設された。石棺の写真として紹介されるものの多くは、控え壁のある西側を写したものである。
よく勘違いされることであるが、石棺は恒久的な閉じ込め構造物として設けられたものではない。雨水による腐食や内部の放射性物質からの放射線により劣化が進んでおり、放射性物質が環境中に漏れ出す危険性が高まりつつある。2007年以前から屋根や屋根へのアクセス通路、集塵装置や長期モニタリングシステムなどが設置されてきたものの、4号機に残された放射性物質を将来に渡って閉じ込め続けるためには、石棺の大規模な修繕あるいは交換が必要な状態になってきた。4号機の建屋内部には、事故当時に内部にあった放射性物質のうち95%が残っていると見積もられている。

## 設計・建設

### 国際コンペティション
1992年にウクライナ政府は石棺の代替案について国際コンペティションを開催した。
1992年秋に英国原子力公社はウクライナ政府主催の国際コンペティションへの提案についてマンチェスターのデザイン・グループ・パートナーシップ（DGP）に支援を求めた。
これに対して、DGPのデビッド・ハズレッド（David Haslewood）は以下の理由から別の場所で構築したアーチ型構造物を石棺の上にスライドさせて被せることを提案した。
1. 別の場所で構築することにより、建設作業員の被曝を最小限に留めることができる。
2. アーチ構造は損傷した原子炉建屋の形状に対してうまくフィットする（ただし煙突を除く）。
3. アーチ構造は箱形構造よりもスライドさせるのが容易である。

394件の応募のうち、アーチ型構造物をスライドさせる提案はイギリスのものだけであった。コンペティションでは総合優勝は選ばれなかったものの、フランス案が2位、イギリス案とドイツ案が並んで3位となった。
このコンペティションの結果、スライド式アーチ構造は世界に認められたが、この時点では石棺解体用クレーンは要求事項に含まれていなかった。
続いて、コンペティションの上位3案についてヨーロッパを挙げての検討（TACIS計画）が行われた。この検討では、建設作業員が被曝する危険性の低減に意が払われていることから、スライド式アーチ構造が最善とされた。
2007年9月17日にフランスのヴァンシ（Vinci Construction Grands Projets）とブイグ（Bouygues Travaux Publics）が折半出資で立ち上げたコンソーシアム ノヴァルカがNSCの設計・建設を受注したと発表した。当初の契約ではNSCの設計および建設を4億32百万ユーロで受託し、ピーク時には900人を雇用する計画であった。

#### 設計目標
新安全閉じ込め構造物の設計においては、以下について特に意が払われた。
- 損壊したチェルノブイリ原発4号機を環境面で安全なものにする（例：内部の放射性物質を閉じ込め、放射能汚染を防止する）
- 既存の4号機建屋の老朽化・風化を食い止める
- 石棺や4号機建屋の崩落の影響を緩和する（特に、崩落により発生する大量の放射性粉塵を内部に閉じ込める）
- 遠隔操作により、不健全化した構造物（石棺の屋根など）の解体を可能にする

#### 構造条件
新閉じ込め構造物は内寸高さ92.5mのアーチ状鋼構造で、内側の弦は外側の弦から12m離して設置されている。アーチ部の幅は内寸245m、外寸270mである。アーチの寸法は、石棺を解体するための装置の妨げにならないよう定められている。12.5m幅のアーチ13個を組み上げた12区画からなり、全長は150mである。両端は既存の原子炉建屋に支持されることなく垂直の壁が設けられている。
アーチは鋼管を組んで作られており、外側には3層構造の外装パネルが取り付けられている。この外装パネルは両端の壁にも使用されている。アーチの内側は鋼管の間に放射性ダストが溜まるのを防ぐため、ポリカーボネート（レクサン：Lexan）が張られている。
アーチの大部分は4号機原子炉建屋の180m西側にある組立サイトで組み立てられた。鋼管には降伏応力2,500kg/cm2以上の高強度鋼が用いられ、コスト低減と構造重量削減が図られている。
また、屋根部分に空間を設けて内気温を外気温より高く保つことで、結露による腐食を防ぐ工夫がなされている。

## プロジェクトの状況
新閉じ込め構造物は当初計画では2005年に完工の予定であったが、幾度もの遅れに見舞われた。2003年6月には完工が2008年2月にずれ込み、2009年には2012年完工ということになった。この間の作業は、石棺を今後15年間持たせるための安定化に費やされた。2010年2月には完工予定は2013年になり、2011年4月には2015年夏頃の完工見込に見直された。プロジェクトはウクライナをはじめ少なくとも24ヶ国から作業者および専門家を集めて進められた。
2003年6月時点の工程は以下の通りであった。
- 2004年2月12日：概念設計完了
- 2004年3月13日：ウクライナ政府による概念設計承認
- 2004年6月13日-9月13日：関連する工学・土木工事の入札および落札者との契約締結
- 2006年4月16日-5月20日：基礎工事
- 2006年4月16日-10月22日：鋼製セグメントの製作・組立と屋根アーチ部への据付
- 2007年10月23日-2008年2月19日：クレーン設置および屋根アーチ部への配管・照明器具取付
- 2008年2月20日-2008年2月29日：石棺上への移設・据付

### 進捗
- 2004年3月：NSCの設計および建設の国際入札が公示される。2件の応札があったが、2006年9月にチェルノブイリ原子力発電所のイーゴリ・グラモトキン所長（Ihor Hramotkyn）はすべての入札を取り消すと発表した[8]。
- 2007年9月17日：プロジェクトをフランスの建設会社ヴァンシとブイグが折半出資で設立したコンソーシアム、ノヴァンカが落札し、契約が結ばれた。190-200mのアーチ状構造物を架設するもので、工期5年、建設費14億ドルと見積もられた[9]。ノヴァンカ側は要目を全長150m、全幅257m、全高105mと見積もり、4億32百万ユーロで受注した。工期は18ヶ月の設計検討・計画期間を含めて53ヶ月とされ、2012年半ばの完工予定であった[1]。
- 2010年2月：チェルノブイリ原子力発電所の施設管理責任者からNSCの完成は2013年予定[6]で、ノヴァンカは2010年10月に着工すると発表した[10]。
- 2011年4月8日：欧州復興開発銀行（EBRD）が「2015年夏に組み上がり、その後石棺の上に移動させる」と進捗を見直した。合わせて、総工費は15億4千万ユーロで、6億ユーロの不足が見込まれると発表した[2]。
- 2011年4月：周辺インフラの整備や基礎杭打設などの準備工事が完了した[2]。
- 2012年4月：鋼構造物の組み立てが始まった[11]。
- 2012年11月26日：最初の区画の立ち上げが行われた[12][13]。
- 2013年5月24日：配管等の内装や石棺解体用クレーンの据付を除き、東側アーチの鋼構造物がほぼ完成した。第2区画の外装パネル取付も79%まで進んだ[14]。
- 2013年6月13日：東側アーチの第2区画立ち上げが行われた。

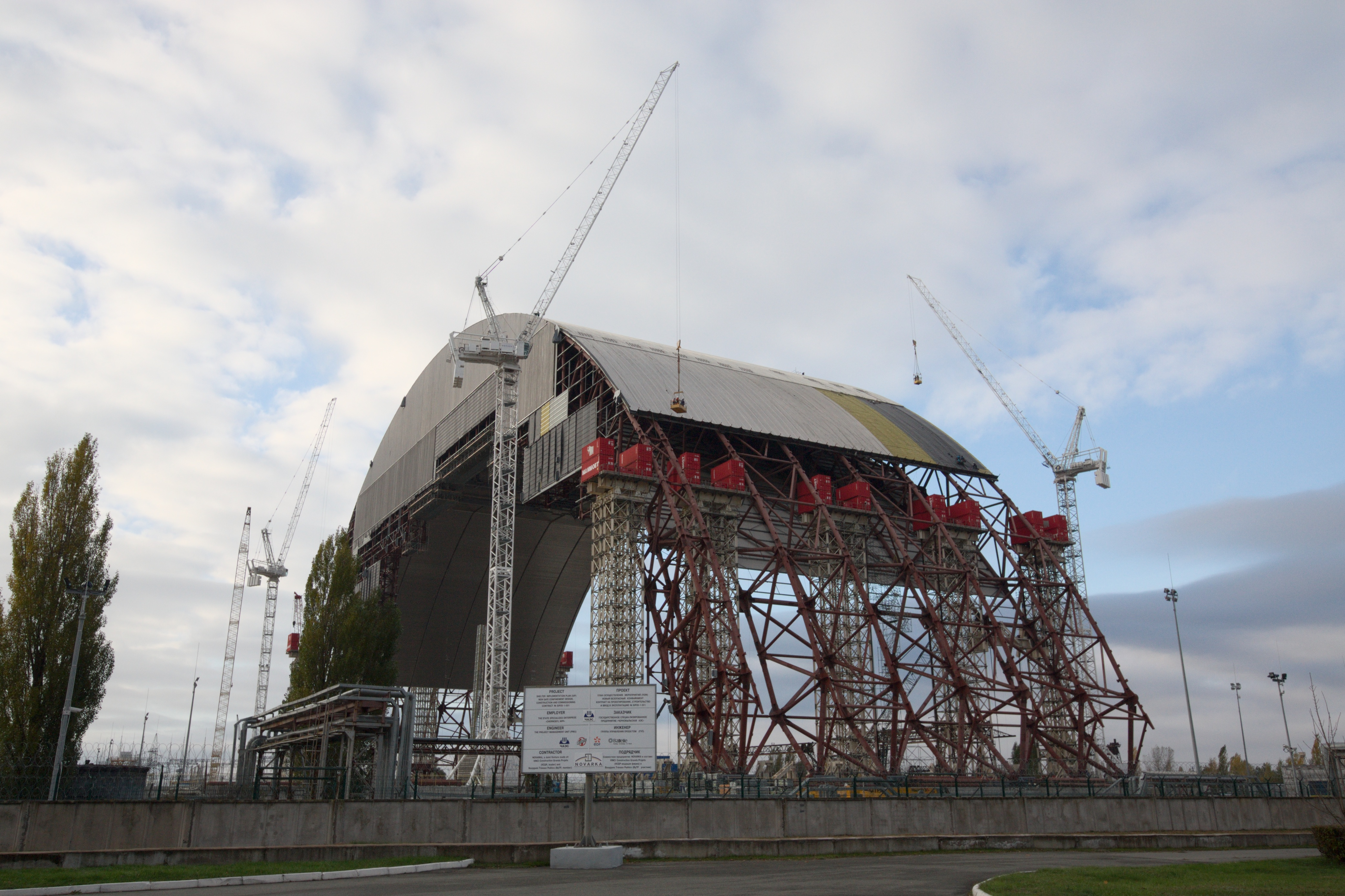
建設中の新安全閉じ込め構造物（2013年）

- 2014年4月：西側アーチの組立作業スペースを確保するため、東側アーチの全体が112m東側の待避区画のレール上に移された。
- 2014年8月4日：西側アーチの第2区画まで立ち上げが完了した。
- 2014年11月12日：西側アーチの第3区画の立ち上げが行われ、西側アーチが完成した。
- 2015年4月：アーチが結合され、西側の壁の構築が進められた。また、内装仕上も進められた。

- 2016年4月：アーチ全体が完成した[15]。

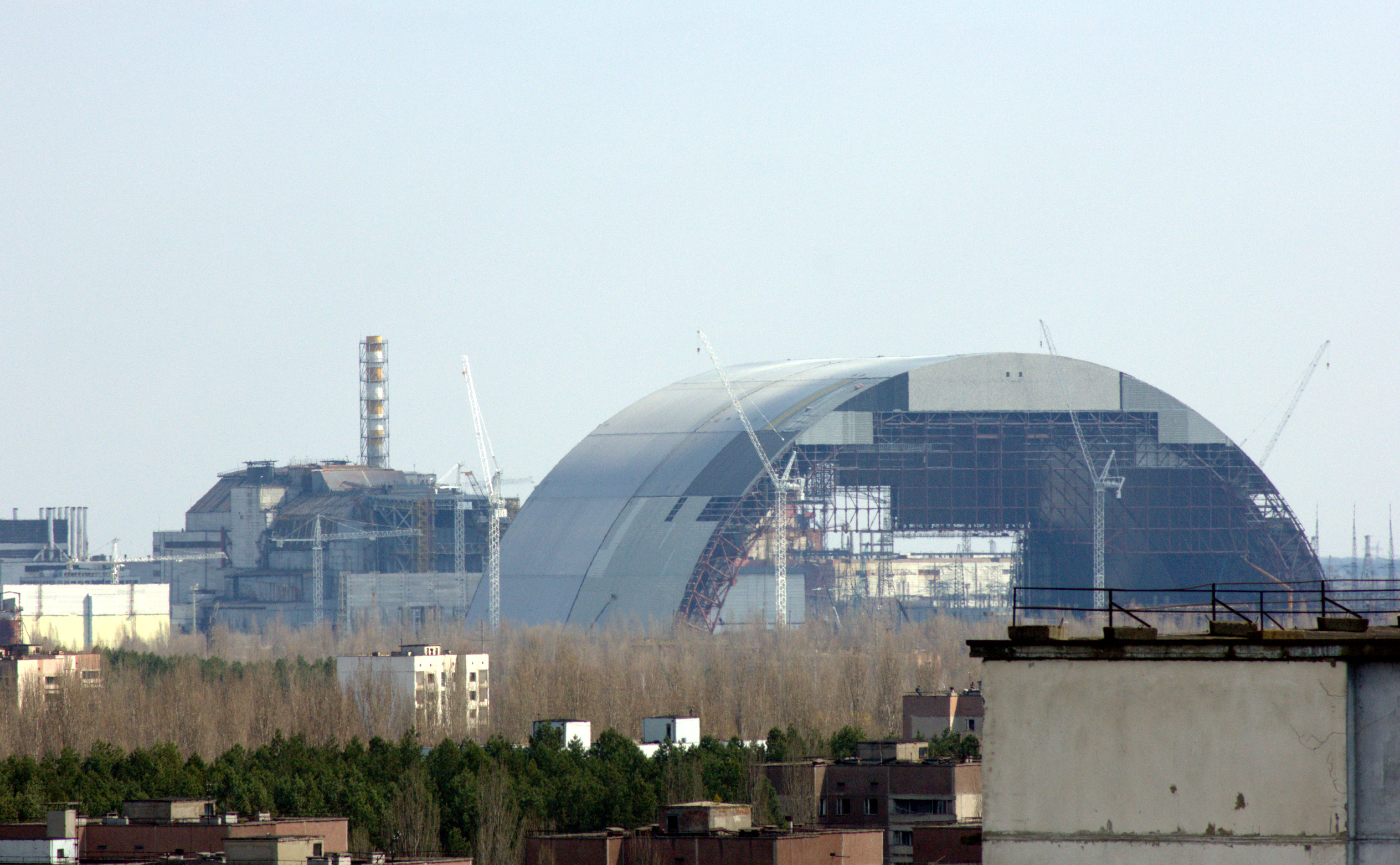
建設中の新安全閉じ込め構造物（2015年4月）

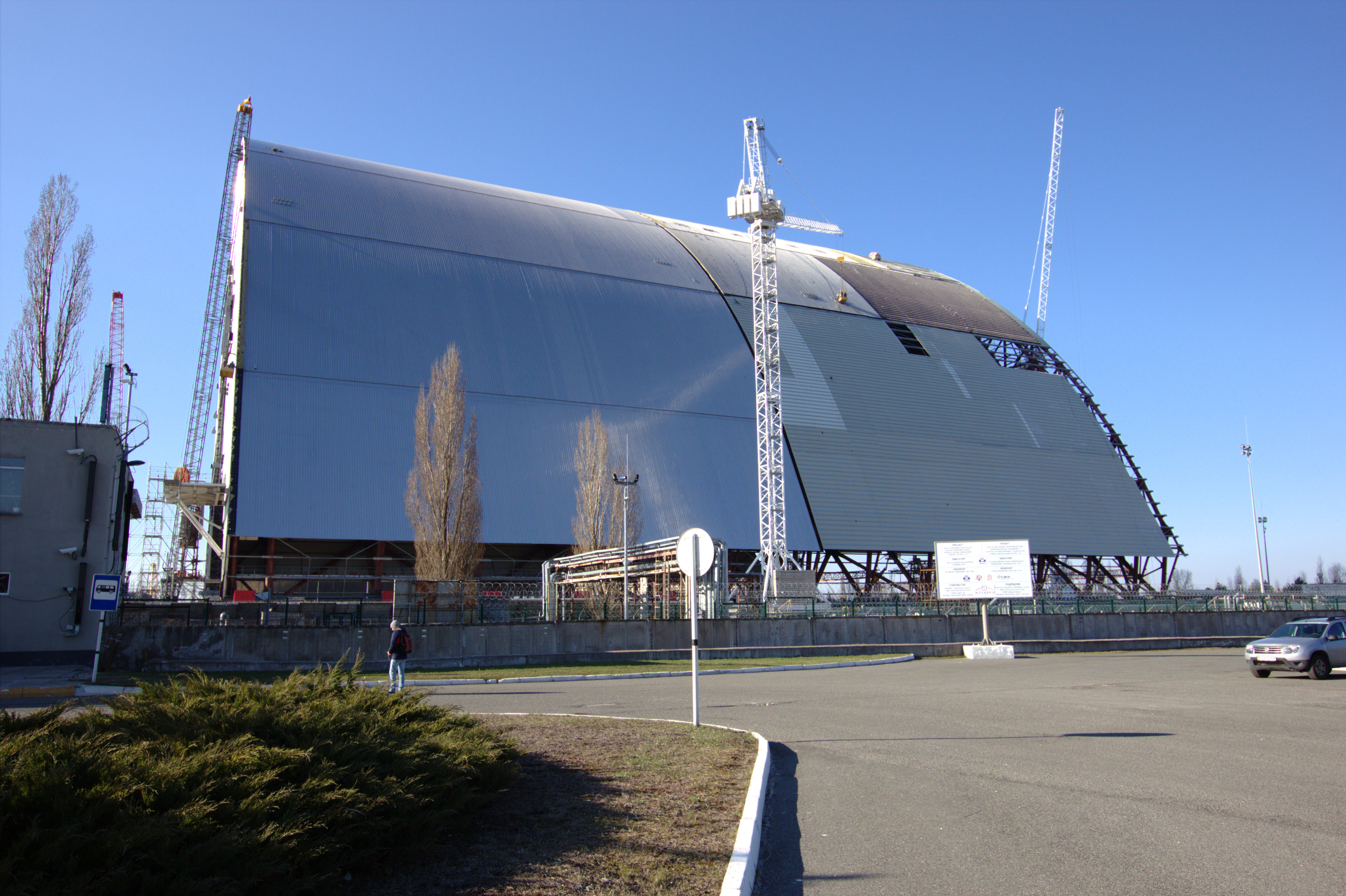
建設中の新安全閉じ込め構造物（2015年4月）

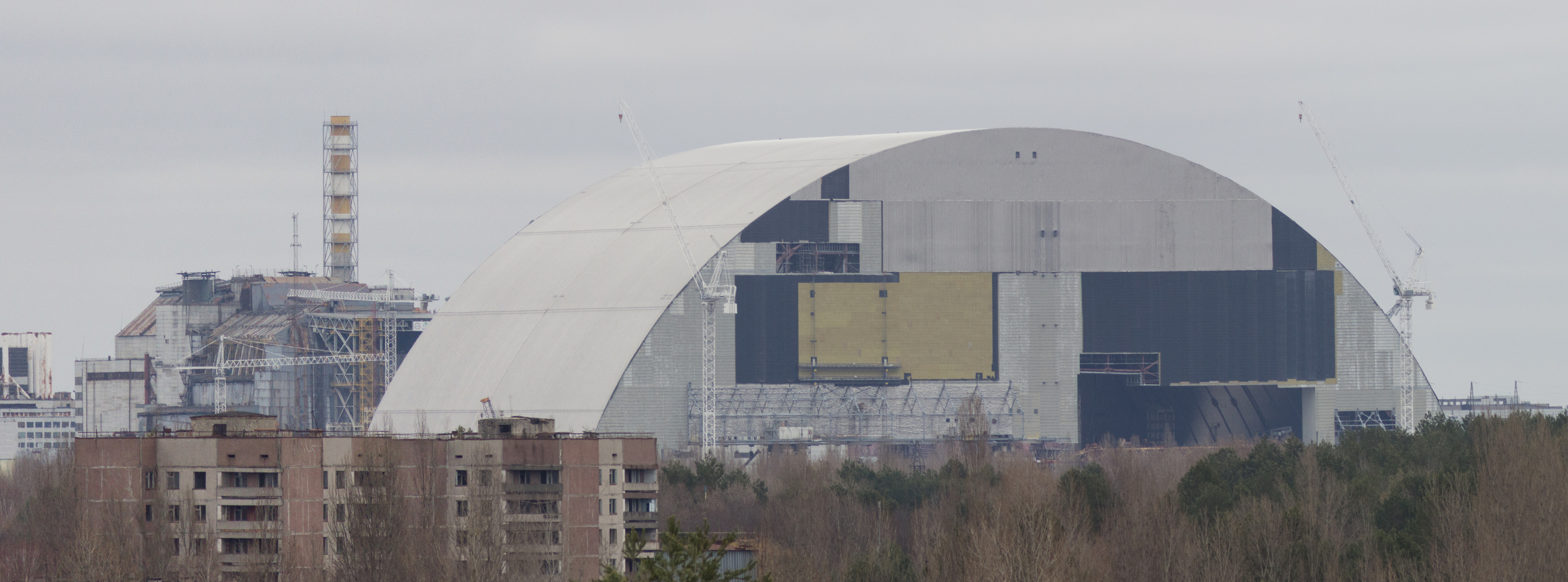
新安全閉じ込め構造物（2016年3月）

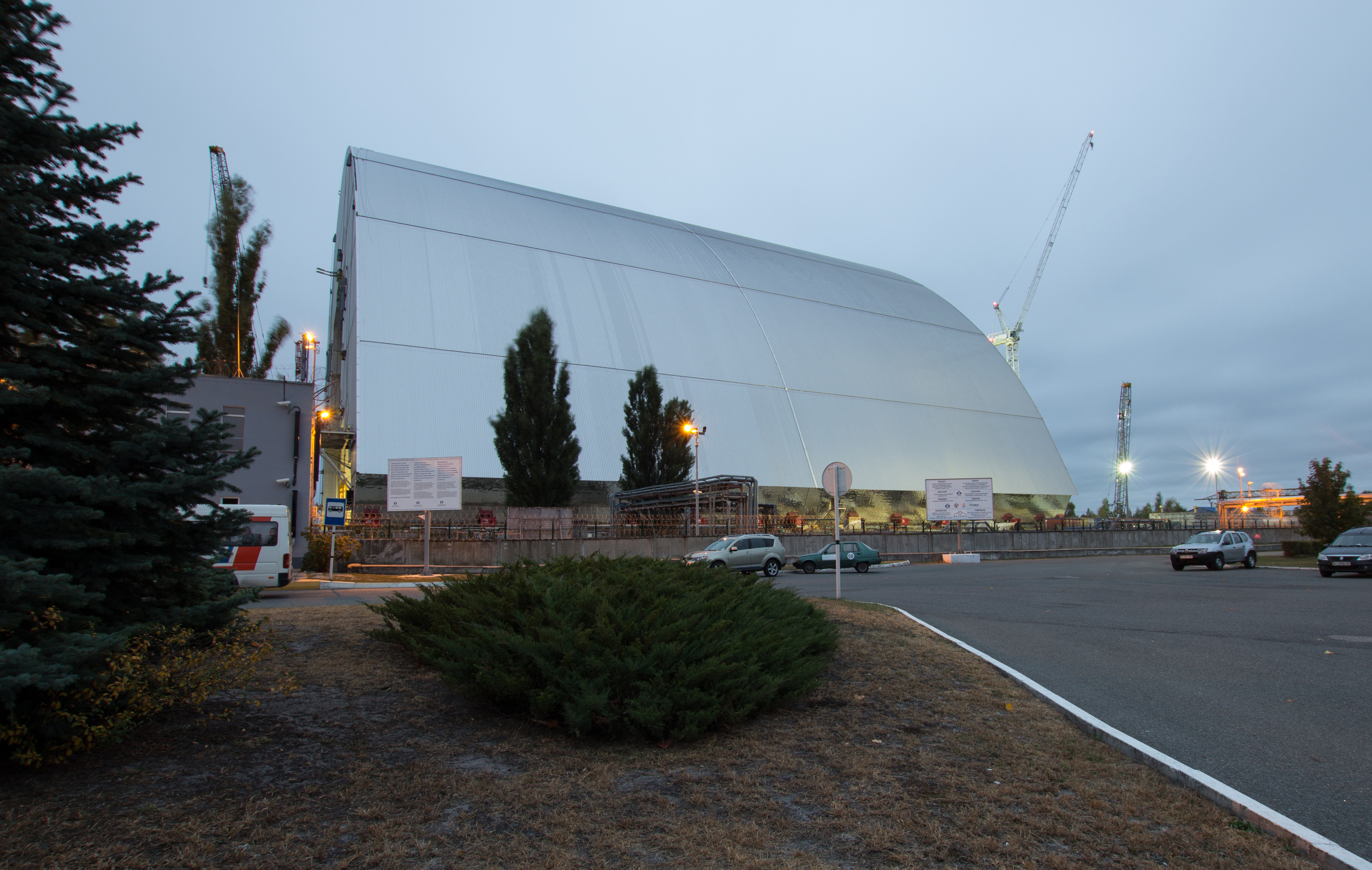
ほぼ完成した新安全閉じ込め構造物（2016年10月）

- 2016年11月14日：石棺の上への移設作業が始まった。移設に5日間かかる予定である[16]。
- 2016年11月29日：石棺の上への移設作業が完了し、これを祝う式典が催された[17]。
- 次工程：アーチの端面にあたる壁の立ち上げが2017年8月に予定されている[18]。